# Административно-территориальное деление Михайловского района Рязанской области
Михайловский район в рамках административно-территориального устройства, Михайловский район включает 1 город районного значения, 1 посёлок городского типа и 15 сельских округов.
В рамках организации местного самоуправления, муниципальный район делится на 17 муниципальных образований, в том числе 2 городских и 15 сельских поселений:
- Михайловское городское поселение (г. Михайлов)
- Октябрьское городское поселение (пгтОктябрьский)
- Виленское сельское поселение (с. Виленки)
- Голдинское сельское поселение (с. Голдино)
- Горностаевское сельское поселение (п. СХПК «Заря»)
- Грязновское сельское поселение (с. Грязное)
- Жмуровское сельское поселение (с. Жмурово)
- Каморинское сельское поселение (д. Каморино)
- Красновское сельское поселение (с. Красное)
- Новопанское сельское поселение (с. Новопанское)
- Поярковское сельское поселение (д. Поярково)
- Рачатниковское сельское поселение (с. Рачатники)
- Слободское сельское поселение (д. Слободка)
- Стрелецко-Высельское сельское поселение (с. Стрелецкие Выселки)
- Трепольское сельское поселение (п. Трепольский)
- Чуриковское сельское поселение (с. Чурики)
- Щетининское сельское поселение (с. Щетиновка).

Город и посёлок городского типа с подчинёнными населёнными пунктами соответствуют городским поселениям, сельский округ — сельскому поселению.

## Формирование муниципальных образований
В результате муниципальной реформы к 2006 году на территории 24 сельских округов было образовано 17 сельских поселений.
| Административно-территориальная единица | Населённый пункт                                    | Муниципальное образование               |
| --------------------------------------- | --------------------------------------------------- | --------------------------------------- |
| Виленский сельский округ                | Виленки                                             | Виленское сельское поселение            |
| Виленский сельский округ                | Ждановка                                            | Виленское сельское поселение            |
| Виленский сельский округ                | Лобановские Выселки                                 | Виленское сельское поселение            |
| Голдинский сельский округ               | Голдино                                             | Голдинское сельское поселение           |
| Голдинский сельский округ               | Киндяково                                           | Голдинское сельское поселение           |
| Голдинский сельский округ               | Отделения «Возрождение» свх «Калининский»           | Голдинское сельское поселение           |
| Голдинский сельский округ               | Павелково                                           | Голдинское сельское поселение           |
| Малинковский сельский округ             | Барановка                                           | Голдинское сельское поселение           |
| Малинковский сельский округ             | Большая Дорогинка                                   | Голдинское сельское поселение           |
| Малинковский сельский округ             | Малая Дорогинка                                     | Голдинское сельское поселение           |
| Малинковский сельский округ             | Малинки                                             | Голдинское сельское поселение           |
| Малинковский сельский округ             | Покровское 2                                        | Голдинское сельское поселение           |
| Малинковский сельский округ             | Рябцево                                             | Голдинское сельское поселение           |
| Малинковский сельский округ             | Посёлок станции Голдино                             | Голдинское сельское поселение           |
| Бычковский сельский округ               | Бычки                                               | Горностаевское сельское поселение       |
| Бычковский сельский округ               | Горбатово                                           | Горностаевское сельское поселение       |
| Бычковский сельский округ               | Иваньково                                           | Горностаевское сельское поселение       |
| Бычковский сельский округ               | Курлышево                                           | Горностаевское сельское поселение       |
| Бычковский сельский округ               | Орловка                                             | Горностаевское сельское поселение       |
| Бычковский сельский округ               | Толмачевка                                          | Горностаевское сельское поселение       |
| Бычковский сельский округ               | Хохловка                                            | Горностаевское сельское поселение       |
| Горностаевский сельский округ           | Глинки                                              | Горностаевское сельское поселение       |
| Горностаевский сельский округ           | Горностаевка                                        | Горностаевское сельское поселение       |
| Горностаевский сельский округ           | Горностаевские выселки                              | Горностаевское сельское поселение       |
| Горностаевский сельский округ           | Дмитриевка                                          | Горностаевское сельское поселение       |
| Горностаевский сельский округ           | Заря                                                | Горностаевское сельское поселение       |
| Горностаевский сельский округ           | Кораблинка                                          | Горностаевское сельское поселение       |
| Горностаевский сельский округ           | Красное Городище                                    | Горностаевское сельское поселение       |
| Горностаевский сельский округ           | Леденёвка                                           | Горностаевское сельское поселение       |
| Горностаевский сельский округ           | Митякино                                            | Горностаевское сельское поселение       |
| Горностаевский сельский округ           | Наумовка                                            | Горностаевское сельское поселение       |
| Горностаевский сельский округ           | Ничушки                                             | Горностаевское сельское поселение       |
| Горностаевский сельский округ           | Ржевка                                              | Горностаевское сельское поселение       |
| Горностаевский сельский округ           | Садовый посёлок                                     | Горностаевское сельское поселение       |
| Горностаевский сельский округ           | Солнечное                                           | Горностаевское сельское поселение       |
| Горностаевский сельский округ           | Хрястово                                            | Горностаевское сельское поселение       |
| Горностаевский сельский округ           | Шепелёвка                                           | Горностаевское сельское поселение       |
| Иваньковский сельский округ             | Внуково                                             | Горностаевское сельское поселение       |
| Иваньковский сельский округ             | Иваньково                                           | Горностаевское сельское поселение       |
| Иваньковский сельский округ             | Коллектив                                           | Горностаевское сельское поселение       |
| Иваньковский сельский округ             | Конуры                                              | Горностаевское сельское поселение       |
| Иваньковский сельский округ             | Новая Деревня                                       | Горностаевское сельское поселение       |
| Иваньковский сельский округ             | Огибалово                                           | Горностаевское сельское поселение       |
| Иваньковский сельский округ             | Протасово                                           | Горностаевское сельское поселение       |
| Иваньковский сельский округ             | Сухотино                                            | Горностаевское сельское поселение       |
| Грязновский сельский округ              | Волосовка                                           | Грязновское сельское поселение          |
| Грязновский сельский округ              | Грязное                                             | Грязновское сельское поселение          |
| Грязновский сельский округ              | Елизаветино                                         | Грязновское сельское поселение          |
| Грязновский сельский округ              | Кадушино                                            | Грязновское сельское поселение          |
| Грязновский сельский округ              | Нюховецкие Выселки                                  | Грязновское сельское поселение          |
| Грязновский сельский округ              | Осовец                                              | Грязновское сельское поселение          |
| Грязновский сельский округ              | Отделения им Калинина свх «Возрождение»             | Грязновское сельское поселение          |
| Грязновский сельский округ              | Подобреево                                          | Грязновское сельское поселение          |
| Грязновский сельский округ              | Поздное                                             | Грязновское сельское поселение          |
| Грязновский сельский округ              | Половнево                                           | Грязновское сельское поселение          |
| Грязновский сельский округ              | Посёлок станции Гагарино                            | Грязновское сельское поселение          |
| Щеголевский сельский округ              | Бутырки                                             | Грязновское сельское поселение          |
| Щеголевский сельский округ              | Костино                                             | Грязновское сельское поселение          |
| Щеголевский сельский округ              | Лужки                                               | Грязновское сельское поселение          |
| Щеголевский сельский округ              | Напольные Выселки                                   | Грязновское сельское поселение          |
| Щеголевский сельский округ              | Ольховец                                            | Грязновское сельское поселение          |
| Щеголевский сельский округ              | Щеголево                                            | Грязновское сельское поселение          |
| Жмуровский сельский округ               | Дмитриевский                                        | Жмуровское сельское поселение           |
| Жмуровский сельский округ               | Жмурово                                             | Жмуровское сельское поселение           |
| Жмуровский сельский округ               | Красное                                             | Жмуровское сельское поселение           |
| Жмуровский сельский округ               | Павловка                                            | Жмуровское сельское поселение           |
| Жмуровский сельский округ               | Раздольное                                          | Жмуровское сельское поселение           |
| Жмуровский сельский округ               | Самара                                              | Жмуровское сельское поселение           |
| Жмуровский сельский округ               | Шанчерово                                           | Жмуровское сельское поселение           |
| Ильичевский сельский округ              | Александрово                                        | Ильичевское сельское поселение          |
| Ильичевский сельский округ              | Волшута                                             | Ильичевское сельское поселение          |
| Ильичевский сельский округ              | Заречье                                             | Ильичевское сельское поселение          |
| Ильичевский сельский округ              | Каменный Хутор 1                                    | Ильичевское сельское поселение          |
| Ильичевский сельский округ              | Каменный Хутор 2                                    | Ильичевское сельское поселение          |
| Ильичевский сельский округ              | Коровинского спиртзавода                            | Ильичевское сельское поселение          |
| Ильичевский сельский округ              | Николаевка                                          | Ильичевское сельское поселение          |
| Ильичевский сельский округ              | Новое Киркино                                       | Ильичевское сельское поселение          |
| Ильичевский сельский округ              | Отделения «Пролетарское» свх им Ильича              | Ильичевское сельское поселение          |
| Ильичевский сельский округ              | Посёлок центрального отделения совхоза имени Ильича | Ильичевское сельское поселение          |
| Ильичевский сельский округ              | Старое Киркино                                      | Ильичевское сельское поселение          |
| Ильичевский сельский округ              | Фёдоровка                                           | Ильичевское сельское поселение          |
| Ильичевский сельский округ              | Феняево                                             | Ильичевское сельское поселение          |
| Ильичевский сельский округ              | Чесменка                                            | Ильичевское сельское поселение          |
| Каморинский сельский округ              | Завидовка                                           | Каморинское сельское поселение          |
| Каморинский сельский округ              | Каморино                                            | Каморинское сельское поселение          |
| Каморинский сельский округ              | Красная Звезда                                      | Каморинское сельское поселение          |
| Каморинский сельский округ              | Проне-Городище                                      | Каморинское сельское поселение          |
| Красновский сельский округ              | Красная Горка                                       | Красновское сельское поселение          |
| Красновский сельский округ              | Красное                                             | Красновское сельское поселение          |
| Красновский сельский округ              | Печерниковские Выселки                              | Красновское сельское поселение          |
| Красновский сельский округ              | Санатория «Красное»                                 | Красновское сельское поселение          |
| Красновский сельский округ              | Шамово                                              | Красновское сельское поселение          |
| Администрация г Михайлов                | 10-й год Октября                                    | Михайловское городское поселение        |
| Администрация г Михайлов                | Зайчино                                             | Михайловское городское поселение        |
| Администрация г Михайлов                | Зикеево                                             | Михайловское городское поселение        |
| Администрация г Михайлов                | Козловка                                            | Михайловское городское поселение        |
| Администрация г Михайлов                | Колчево                                             | Михайловское городское поселение        |
| Администрация г Михайлов                | Михайлов                                            | Михайловское городское поселение        |
| Администрация г Михайлов                | Помозово                                            | Михайловское городское поселение        |
| Новопанский сельский округ              | Новопанское                                         | Новопанское сельское поселение          |
| Новопанский сельский округ              | Стубле                                              | Новопанское сельское поселение          |
| Администрация пгт Октябрьский           | Октябрьский                                         | Октябрьское городское поселение         |
| Администрация пгт Октябрьский           | Серебрянь                                           | Октябрьское городское поселение         |
| Печерниковский сельский округ           | Берёзово                                            | Печерниковское сельское поселение       |
| Печерниковский сельский округ           | Печерники                                           | Печерниковское сельское поселение       |
| Печерниковский сельский округ           | Саларьево                                           | Печерниковское сельское поселение       |
| Ижеславльский сельский округ            | Ижеславль                                           | Поярковское сельское поселение          |
| Ижеславльский сельский округ            | Лубянка                                             | Поярковское сельское поселение          |
| Поярковский сельский округ              | Вилки                                               | Поярковское сельское поселение          |
| Поярковский сельский округ              | Поярково                                            | Поярковское сельское поселение          |
| Поярковский сельский округ              | Хавертово                                           | Поярковское сельское поселение          |
| Рачатниковский сельский округ           | Большое Свистово                                    | Рачатниковское сельское поселение       |
| Рачатниковский сельский округ           | Малое Свистово                                      | Рачатниковское сельское поселение       |
| Рачатниковский сельский округ           | Николаевка                                          | Рачатниковское сельское поселение       |
| Рачатниковский сельский округ           | Рачатники                                           | Рачатниковское сельское поселение       |
| Рачатниковский сельский округ           | Розвальнево                                         | Рачатниковское сельское поселение       |
| Мишинский сельский округ                | Аннино                                              | Слободское сельское поселение           |
| Мишинский сельский округ                | Бывшей МТС                                          | Слободское сельское поселение           |
| Мишинский сельский округ                | Костыли                                             | Слободское сельское поселение           |
| Мишинский сельский округ                | Марьино                                             | Слободское сельское поселение           |
| Мишинский сельский округ                | Оболенки                                            | Слободское сельское поселение           |
| Мишинский сельский округ                | Студенец                                            | Слободское сельское поселение           |
| Мишинский сельский округ                | Фирюлёвка                                           | Слободское сельское поселение           |
| Мишинский сельский округ                | Центрального отделения свх «Мишино»                 | Слободское сельское поселение           |
| Слободский сельский округ               | Красный Поселок                                     | Слободское сельское поселение           |
| Слободский сельский округ               | Локня                                               | Слободское сельское поселение           |
| Слободский сельский округ               | Посёлок Ветлечебницы                                | Слободское сельское поселение           |
| Слободский сельский округ               | Слободка                                            | Слободское сельское поселение           |
| Стрелецко-Высельский сельский округ     | Королевка                                           | Стрелецко-Высельское сельское поселение |
| Стрелецко-Высельский сельский округ     | Маково                                              | Стрелецко-Высельское сельское поселение |
| Стрелецко-Высельский сельский округ     | Маковские Выселки                                   | Стрелецко-Высельское сельское поселение |
| Стрелецко-Высельский сельский округ     | Наталинка                                           | Стрелецко-Высельское сельское поселение |
| Стрелецко-Высельский сельский округ     | Некрасово                                           | Стрелецко-Высельское сельское поселение |
| Стрелецко-Высельский сельский округ     | Стрелецкие Выселки                                  | Стрелецко-Высельское сельское поселение |
| Трепольский сельский округ              | Глинки                                              | Трепольское сельское поселение          |
| Трепольский сельский округ              | Заболотье                                           | Трепольское сельское поселение          |
| Трепольский сельский округ              | Зенино                                              | Трепольское сельское поселение          |
| Трепольский сельский округ              | Карандеевка                                         | Трепольское сельское поселение          |
| Трепольский сельский округ              | Лесищи                                              | Трепольское сельское поселение          |
| Трепольский сельский округ              | Малое Треполье                                      | Трепольское сельское поселение          |
| Трепольский сельский округ              | Машково                                             | Трепольское сельское поселение          |
| Трепольский сельский округ              | Отделения «Новопанское» свх «Трепольский»           | Трепольское сельское поселение          |
| Трепольский сельский округ              | Полыновка                                           | Трепольское сельское поселение          |
| Трепольский сельский округ              | Трепольский                                         | Трепольское сельское поселение          |
| Фрунзенский сельский округ              | Бекленевка                                          | Трепольское сельское поселение          |
| Фрунзенский сельский округ              | Донцы                                               | Трепольское сельское поселение          |
| Фрунзенский сельский округ              | Дугинка 1-я                                         | Трепольское сельское поселение          |
| Фрунзенский сельский округ              | Дугинка II                                          | Трепольское сельское поселение          |
| Фрунзенский сельский округ              | Дугинка III                                         | Трепольское сельское поселение          |
| Фрунзенский сельский округ              | Кукуй                                               | Трепольское сельское поселение          |
| Фрунзенский сельский округ              | Ново-Николаевка                                     | Трепольское сельское поселение          |
| Фрунзенский сельский округ              | Степановка                                          | Трепольское сельское поселение          |
| Фрунзенский сельский округ              | Тимофеевка                                          | Трепольское сельское поселение          |
| Фрунзенский сельский округ              | Центрального отделения свх «Фрунзенский»            | Трепольское сельское поселение          |
| Чуриковский сельский округ              | Красная Звезда                                      | Чуриковское сельское поселение          |
| Чуриковский сельский округ              | Покровское 1                                        | Чуриковское сельское поселение          |
| Чуриковский сельский округ              | Роговое                                             | Чуриковское сельское поселение          |
| Чуриковский сельский округ              | Чурики                                              | Чуриковское сельское поселение          |
| Щетининский сельский округ              | Арсеньево                                           | Щетининское сельское поселение          |
| Щетининский сельский округ              | Бояринцево                                          | Щетининское сельское поселение          |
| Щетининский сельский округ              | Бояринцево                                          | Щетининское сельское поселение          |
| Щетининский сельский округ              | Заречье-1                                           | Щетининское сельское поселение          |
| Щетининский сельский округ              | Заречье-2                                           | Щетининское сельское поселение          |
| Щетининский сельский округ              | Низок                                               | Щетининское сельское поселение          |
| Щетининский сельский округ              | Прудская                                            | Щетининское сельское поселение          |
| Щетининский сельский округ              | Прудские Выселки                                    | Щетининское сельское поселение          |
| Щетининский сельский округ              | Прудские Телятники                                  | Щетининское сельское поселение          |
| Щетининский сельский округ              | Пушкари                                             | Щетининское сельское поселение          |
| Щетининский сельский округ              | Щетиновка                                           | Щетининское сельское поселение          |
| Щетининский сельский округ              | Комаревка                                           | Щетининское сельское поселение          |

В 2018 году были упразднены Печерниковское сельское поселение (включено в Слободское) и Ильичёвское сельское поселение (включено в Грязновское).